# جین مارکن
جین مارکن (فرانسوی: Jane Marken‎; زاده ۱۳ ژانویهٔ ۱۸۹۵ – درگذشته ۱ دسامبر ۱۹۷۶) بازیگر اهل فرانسه بود.
از فیلم‌هایی که وی در آن نقش داشته‌است، می‌توان به بچه‌های بهشت، و خداوند زن را آفرید، گردشی بیرون شهر، ناپلئون، بانوی قاتل، دکتر کئوک، ابله و بازگشت به زندگی اشاره کرد.